# Квалификације за Европско првенство у фудбалу 2020 — група Ц
Група Ц квалификација за Европско првенство у фудбалу 2020. састојала се од пет репрезентација: Холандија, Немачка, Северна Ирска, Естонија и Белорусија.
Репрезентације Немачке и Холандије су као првопласиране и другопласиране репрезентације избориле директан пласман на првенство, док захваљујући ранг листи УЕФА Лиге нације 2018/19. у бараж су отишле репрезентације Северне Ирске и Белорусије.

## Табела
| Легенда |
| --- |
| Репрезентације које се квалификују у првом кругу                                                                                                 |
| Репрезентација која иде у бараж захваљујући учинку у Лиги нација 2018/19. након што нису завршили на првом или другом месту табеле у првом кругу |

| Табела групе Ц | Табела групе Ц | Табела групе Ц | Табела групе Ц | Табела групе Ц | Табела групе Ц | Табела групе Ц | Табела групе Ц | Табела групе Ц | Табела групе Ц |  |         |           |               |            |          |  | Домаћи | Домаћи | Домаћи | Домаћи | Домаћи | Домаћи | Домаћи | Гости | Гости | Гости | Гости | Гости | Гости | Гости |
|                | Репрезентација | И              | Д              | Н              | И              | ДГ             | ПГ             | ГР             | Бод.           |  | Њемачка | Холандија | Северна Ирска | Белорусија | Естонија |  | И      | Д      | Н      | И      | ДГ     | ПГ     | Бод.   | И     | Д     | Н     | И     | ДГ    | ПГ    | Бод.  |
| 1.             | Немачка        | 8              | 7              | 0              | 1              | 30             | 7              | +23            | 21             |  | -       | 2:4       | 6:1           | 4:0        | 8:0      |  | 4      | 3      | 0      | 1      | 20     | 5      | 9      | 4     | 4     | 0     | 0     | 10    | 2     | 12    |
| 2.             | Холандија      | 8              | 6              | 1              | 1              | 24             | 7              | +17            | 19             |  | 2:3     | -         | 3:1           | 4:0        | 5:0      |  | 4      | 3      | 0      | 1      | 14     | 4      | 9      | 4     | 3     | 1     | 0     | 10    | 3     | 10    |
| 3.             | Северна Ирска  | 8              | 4              | 1              | 3              | 9              | 13             | -4             | 13             |  | 0:2     | 0:0       | -             | 2:1        | 2:0      |  | 4      | 2      | 1      | 1      | 4      | 3      | 7      | 4     | 2     | 0     | 2     | 5     | 10    | 6     |
| 4.             | Белорусија     | 8              | 1              | 1              | 6              | 4              | 16             | -12            | 4              |  | 0:2     | 1:2       | 0:1           | -          | 0:0      |  | 4      | 0      | 1      | 3      | 1      | 5      | 1      | 4     | 1     | 0     | 3     | 3     | 11    | 3     |
| 5.             | Естонија       | 8              | 0              | 1              | 7              | 2              | 26             | -24            | 1              |  | 0:3     | 0:4       | 1:2           | 1:2        | -        |  | 4      | 0      | 0      | 4      | 2      | 11     | 0      | 4     | 0     | 1     | 3     | 0     | 15    | 1     |

## Резултати
| Холандија                                           | 4:0    | Белорусија |
| --------------------------------------------------- | ------ | ---------- |
| Депај 1’, 55’ (пен.) · Вајналдум 21’ · Ван Дајк 86’ | Детаљи |            |

| Северна Ирска                  | 2:0    | Естонија |
| ------------------------------ | ------ | -------- |
| Макгин 56’ · Дејвис 75’ (пен.) | Детаљи |          |

| Холандија               | 2:3    | Немачка                          |
| ----------------------- | ------ | -------------------------------- |
| де Лихт 48’ · Депај 63’ | Детаљи | Сане 15’ · Гнабри 34’ · Шулц 90’ |

| Северна Ирска           | 2:1    | Белорусија   |
| ----------------------- | ------ | ------------ |
| Ивенс 30’ · Магенис 87’ | Детаљи | Стасевич 33’ |

| Естонија    | 1:2    | Северна Ирска               |
| ----------- | ------ | --------------------------- |
| Васиљев 25’ | Детаљи | Вашингтон 77’ · Магенис 80’ |

| Белорусија | 0:2    | Немачка             |
| ---------- | ------ | ------------------- |
|            | Детаљи | Сане 13’ · Ројс 62’ |

| Белорусија | 0:1    | Северна Ирска |
| ---------- | ------ | ------------- |
|            | Детаљи | Мекнер 86’    |

| Немачка                                                                                     | 8:0    | Естонија |
| ------------------------------------------------------------------------------------------- | ------ | -------- |
| Ројс 10’, 37’ · Гнабри 17’, 62’ · Горецка 20’ · Гундоган 26’ (пен.) · Вернер 79’ · Сане 88’ | Детаљи |          |

| Естонија  | 1:2    | Белорусија                |
| --------- | ------ | ------------------------- |
| Сорга 54’ | Детаљи | Наумов 48’ · Скавиш 90+2’ |

| Немачка                    | 2:4    | Холандија                                                 |
| -------------------------- | ------ | --------------------------------------------------------- |
| Набри 9’ · Крос 73’ (пен.) | Детаљи | Де Јонг 59’ · Тах 66’ (аг.) · Мален 79’ · Вајналдум 90+1’ |

| Естонија | 0:4    | Холандија                                  |
| -------- | ------ | ------------------------------------------ |
|          | Детаљи | Бабел 17’, 47’ · Депај 76’ · Вајналдум 87’ |

| Северна Ирска | 0:2    | Немачка                        |
| ------------- | ------ | ------------------------------ |
|               | Детаљи | Халштенберг 48’ · Гнабри 90+3’ |

| Белорусија | 0:0    | Естонија |
| ---------- | ------ | -------- |
|            | Детаљи |          |

| Холандија                     | 3:1    | Северна Ирска |
| ----------------------------- | ------ | ------------- |
| Депај 81’, 90+4’ · Јонг 90+1’ | Детаљи | Магенис 75’   |

| Белорусија | 1:2    | Холандија          |
| ---------- | ------ | ------------------ |
| Драхун 54’ | Детаљи | Вајналдум 32’, 41’ |

| Естонија | 0:3    | Немачка                        |
| -------- | ------ | ------------------------------ |
|          | Детаљи | Гундоган 51’, 57’ · Вернер 71’ |

| Немачка                                  | 4:0    | Белорусија |
| ---------------------------------------- | ------ | ---------- |
| Гинтер 41’ · Горецка 49’ · Крос 55’, 83’ | Детаљи |            |

| Северна Ирска | 0:0    | Холандија |
| ------------- | ------ | --------- |
|               | Детаљи |           |

| Немачка                                               | 6:1    | Северна Ирска |
| ----------------------------------------------------- | ------ | ------------- |
| Гнабри 19’, 47’, 60’ · Горецка 43’, 73’ · Брант 90+1’ | Детаљи | Смит 7’       |

| Холандија                                    | 5:0    | Естонија |
| -------------------------------------------- | ------ | -------- |
| Вајналдум 6’, 66’, 79’ · Аке 19’ · Боаду 87’ | Детаљи |          |

## Стрелци
8 голова
| - Серж Гнабри | - Џорџинио Вајналдум |

6 голова
| - Мемфис Депај |

4 гола
| - Леон Горецка |

3 гола
| - Илкај Гундоган - Лероа Сане | - Марко Ројс - Тони Крос | - Џош Магенис |

2 гола
| - Тимо Вернер | - Рајан Бабел |

1 гол
| - Игор Стасевич - Максим Скавиш - Никита Наумов - Станислав Драхун - Ерик Сорга - Константин Васиљев - Јулијан Брант - Марсел Халштенберг | - Матијас Гинтер - Нико Шулц - Конор Вашингтон - Мајкл Смит - Најал Макгин - Пади Макнер - Стивен Дејвис - Џони Ивенс | - Вирџил ван Дајк - Донијел Мален - Лук де Јонг - Матајс де Лихт - Мирон Боаду - Натан Аке - Френки де Јонг |

Аутогол
| - Џонатан Тах (против Холандије) |